# 백번 선본 여자
《백번 선본 여자》는 KBS2TV에서 1992년 4월 1일부터 1992년 4월 23일까지 방영된 수목 미니시리즈이며 KBS 공채 14기 탤런트 중 김정난 (당시 김현아)(김재경 역) 등 10명으로 구성된 그룹 '잠보'가 생소하면서도 코믹한 음악과 연기로 막간막간에 나타나 시청자들의 눈길을 끌기도 했고 젊은이들의 애정관계를 지나치게 즉홍적으로 묘사했다는 지적이 있었다.

## 등장 인물
- 조민수 : 김재희 역
- 김서라 : 유계정 역 - 재희의 친구
- 이신재 : 재희 아버지 역
- 사미자 : 왕 여사 역 - 재희의 어머니
- 안영주 : 계정 어머니 역
- 박현숙 : 재희의 동생 김재영 역
- 김현아 : 재희의 동생 김재경 역
- 반효정 : 기운 어머니 역 (특별출연)
- 박용식 : 박현 아버지 역
- 전원주 : 박현 어머니 역
- 김지영 : 동혁 어머니 역
- 서영애 : 오 여사 역
- 선우재덕 : 강석현 역
- 정한용 : 윤명구 역
- 나한일 : 민기운 역
- 이영범 : 박동혁 역
- 태민영 : 한준희 역
- 맹상훈 : 박석준 역
- 김형일 : 한성진 역
- 원석연 : 유계정의 방송국 선배 역
- 김천만 : 유계정의 방송국 동료(카메라맨) 역
- 황선정 : 유계정의 언니 역
- 문창길 : 유계정의 형부 역
- 김세원 : 유계정의 남동생 역
- 이경영 : 증권회사 직원 역
- 이일웅 : 유계정의 큰아버지 역
- 윤영아 : 미영 역
- 김하균 : 미영의 남편 역
- 주수정 : 미영의 친구 역
- 오수민 : 미영의 친구 역
- 함석훈 : 몸집 큰 맞선남 역
- 양재원 : 박 박사 역
- 권혁호 : 신앙가족의 아들 역
- 노현희
- 장희진 : 반포 김여사 역
- 박현 : 박현 역
- 구한승 : 김재경의 노래 연구회 친구 역
- 배도환 : 장 기사 역
- 이규준
- 김준모
- 이지형
- 박지혜
- 이향아
- 이규준 : 동아리에 새로 들어온 신입생 역
- 김연진 : 규준과 함께 새로 들어온 신입생 역
- 손현주 : 외교관 역
- 김성수 : 최수열 역
- 손호균 : 문정수 역
- 서미애 : 왕 여사 미용실 여직원 역
- 김복희 : 박재열의 어머니 역
- 문미봉 : 외교관의 어머니 역
- 윤덕용 : 유계정 맞선남의 아버지 역
- 박웅 : 한성진의 아버지 한 교수 역
- 이기철 : 라디오PD 역
- 임영식 : 아람그룹 직원 역
- 신원균 : 아람그룹 직원 역
- 한승연 : 유계정 언니 부부의 딸 역
- 윤영무 : 유계정 언니 부부의 아들 역
- 최명수 : 민 회장 역
- 박정수 : 재영의 맞선상대 소개자 마담뚜 역
- 문흥식 : 재영의 직장 동료 역
- 한정국 : 라디오 PD 역
- 홍영자 : 신앙가족의 어머니 역
- 장미자 : 최수열의 어머니 역
- 오승룡 : 최수열의 아버지 역
- 강영아 : 최수열의 누나 역
- 김선영 : 최수열의 여동생 역
- 김정연 : 최수열의 전 애인 역
- 박현정 : 재희 모녀가 찾는 점집 무당 역
- 정민희
- 김정균
- 백경미
- 최건호
- 박인서

| 한국방송공사 수목 미니시리즈                     | 한국방송공사 수목 미니시리즈                      | 한국방송공사 수목 미니시리즈                    |
| 이전 작품                                        | 작품명                                            | 다음 작품                                       |
| ------------------------------------------------ | ------------------------------------------------- | ----------------------------------------------- |
| 92' 고래 사냥 (1992년 3월 4일 ~ 1992년 3월 26일) | 백번 선본 여자 (1992년 4월 1일 ~ 1992년 4월 23일) | 위기의 남자 (1992년 4월 29일 ~ 1992년 6월 18일) |

1. ↑  최정훈 (1992년 5월 1일). “KBS드라마「백번 선본…」의 노래패「잠보」”. 경향신문. 2021년 12월 16일에 확인함.
2. ↑  오동진 (1992년 4월 10일). “방송 TV드라마 사랑風俗圖 눈요기 치중”. 문화일보. 2023년 11월 27일에 확인함.